# Tollense
Tollense (pol. hist. Dołęża, Dolenica lub Tolęża/Tołęża) – rzeka w Niemczech (Meklemburgia-Pomorze Przednie). Wypływa z łańcucha jezior Mürzsee, Mittelsee i Langer See na Pojezierzu Meklemburskim. Na odcinku 15 km płynie przez polodowcowe jeziora rynnowe Tollense i Lieps (314.2-3); po ok. 96 km biegu zasila rzekę Pianę w okolicy miasta Demmin.
Jeziora:
- Mürzsee[1]
- Mittelsee
- Langer See
- Lieps
- Tollensesee

Dopływy:
- Nonnenbach
- Linde
- Datze
- Malliner Wasser
- Teetzlebener Mühlenbach
- Kleiner Landgraben
- Goldbach
- Großer Landgraben
- Augraben

Miasta:
- Neubrandenburg
- Altentreptow
- Demmin.

Zamek:
- Klempenow

## Historia
Na północ od Altentreptow wzdłuż rzeki znajduje się stanowisko archeologiczne na pobojowisku wielkiej bitwy stoczonej w epoce brązu około 1250 roku przed naszą erą. 
We wczesnym średniowieczu tereny nad środkową i dolną Tollense zamieszkiwało słowiańskie plemię Dołężan, natomiast ziemie na południe od nich (głównie okolice jeziora Tollensesee z grodem Radogoszcz) należały do Redarów.
Słowiańska nazwa rzeki pochodzi od wyrazu „dół” bądź „dolina” lub według innych źródeł od ług – zbiornik wodny, kałuża (zob. Łużyce)